# LFO (film)
LFO är en svensk-dansk-amerikansk science fiction- och dramafilm, med manus och regi av Antonio Tublén. Filmen premiärvisades den 21 september 2013 på Austin Fantastic Fest i USA.

## Handling
Robert upptäcker att han besitter förmågan att hypnotisera folk med ljud. Han börjar experimentera med sina grannar, men lider också samvetskval över hur långt han är beredd att gå. Sakta växer ett behov av att förändra världen fram. När han till slut iscensätter sin plan får den extrema konsekvenser för mänskligheten.

## Rollista
- Patrik Karlson – Robert
- Izabella Jo Tschig – Linn
- Per Löfberg – Simon
- Ahnna Rasch – Clara
- Lukas Loughran – utredare
- Erik Börén – Sinus-San
- Björn Löfberg Egner – Sebastian
- Agneta Nordin	– svensk radioröst
- Daniel Engman – telefonförsäljare, röst
- Kjetil Mörk – norsk radioröst
- Fabian Maugeais – fransk radioröst
- Thomas Chaanhing – kinesisk radioröst
- Adam Elk – amerikansk radioröst
- Josh Record – brittisk radioröst
- Pierre Malmqvist – radioprogramledare
- Sara Kennedy – röst
- Cecilia Nordlund – röst
- Peter Wirén – gäst i radioprogram
- Thomas Lunderquist – röst
- Thomas Romlöv	– röst
- Tua Broderick	– röst
- Torben Stampe	– röst
- Kenneth Wahlberg
- Tola Lorentzson
- Emelie Ekdahl
- Liza Stroganova
- Hilla Karlsson
- Fredric Ollerstam
- Caroline Drab

## Om filmen

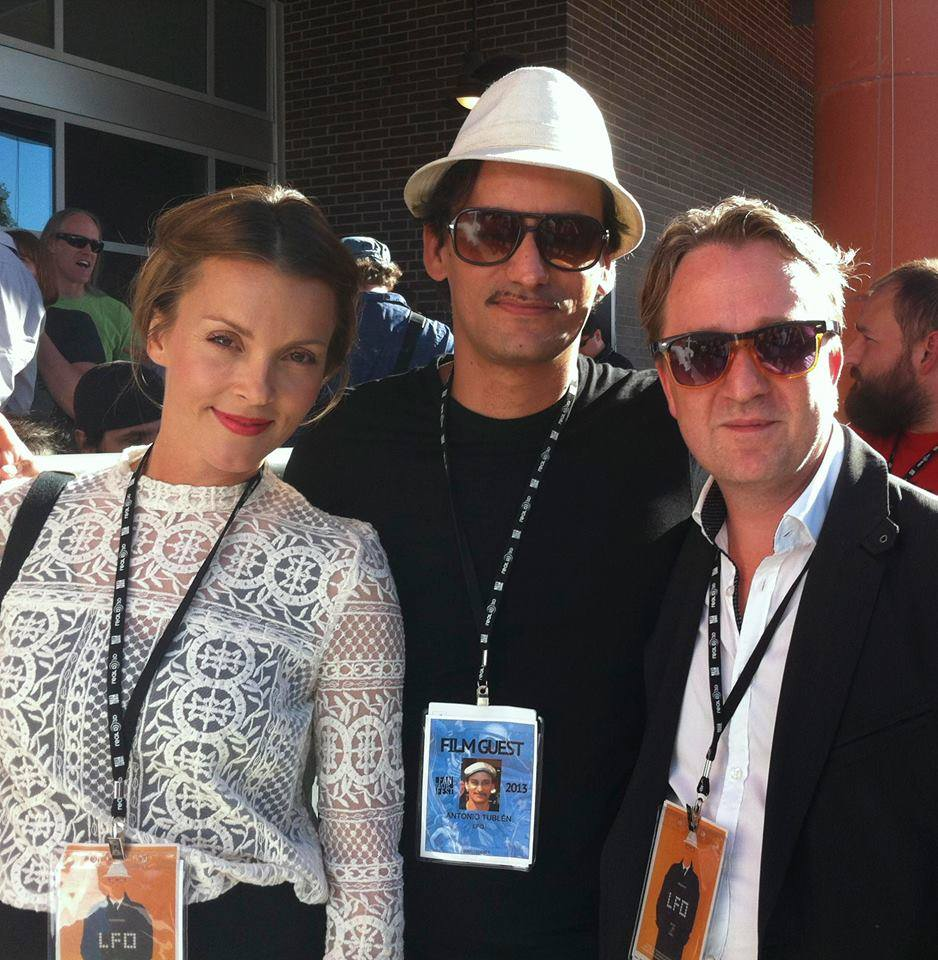
Izabella Jo Tschig, Antonio Tublén och Patrik Karlson på världspremiären på Fantastic Fest i Austin, Texas, USA, den 21 september 2013.

LFO producerades av Alexander Brøndsted, Fredric Ollerstam och Antonio Tublén för Pingpongfilm HB. Filmen samproducerades av Film i Skåne med stöd från Boosthbg och Filmcentrum Syd. Den spelades in i Mölle i Skåne med Brøndsted och Linus Eklund som fotografer. Den klipptes sedan samman av Tublén som även komponerade musiken.
Filmen hade sin officiella premiär den 21 september 2013 på Austin Fantastic Fest i USA. Därefter visades den på en rad filmfestivaler i Nordamerika, Asien och Europa. Den hade svensk biopremiär den 4 december 2014 på biografen Zita i Stockholm.

## Filmens mottagande i pressen
Svenska Dagbladets Jan Lumholdt kallade LFO för en "Atmosfärrik skånsk sci fi-pärla" och gav den betyget fyra (av sex möjliga)i sin recension publicerad den 4 december 2014. Sydsvenskan gav filmen en fyra (av fem möjliga) i sin recension publicerad den 27 februari 2015.

## Priser och nomineringar
| År   | Festival                                     | Kategori                    | Resultat  |
| ---- | -------------------------------------------- | --------------------------- | --------- |
| 2013 | Minneapolis Underground Film Festival        | Best Feature Film           | Vann      |
| 2013 | Ithaca International Fantastic Film Festival | Best Feature Film           | Nominerad |
| 2014 | Fantasporto International Film Festival      | Manoel De Oliveira Award    | Nominerad |
| 2014 | BIFFF                                        | 7th Orbit Award             | Vann      |
| 2014 | Festival Mauvais Genre                       | Prix du public long-métrage | Vann      |
| 2014 | Sci-Fi London                                | Best Feature                | Vann      |
| 2014 | Fantaspoa                                    | Best Feature                | Nominerad |
| 2014 | Lund International Fantastic Film Festival   | Melies D'Argent             | Nominerad |
| 2014 | Sitges International Film Festival           | Noves Visions               | Nominerad |
| 2014 | Fancine                                      | Best Feature                | Nominerad |

## Festivalvisningar
| År   | Festival                                     | Val       |
| ---- | -------------------------------------------- | --------- |
| 2013 | Fantastic Fest                               | Officiell |
| 2013 | Minneapolis Underground Film Festival        | Officiell |
| 2013 | Spectrefest                                  |           |
| 2013 | Ithaca International Fantastic Film Festival | Officiell |
| 2013 | Torino International Film Festival           | Officiell |
| 2014 | Pune International Film Festival             |           |
| 2014 | Boston Sci-Fi Fest                           |           |
| 2014 | Glasgow Film Festival                        | Officiell |
| 2014 | Fantasporto                                  | Officiell |
| 2014 | SFF-rated ATHENS                             | Officiell |
| 2014 | Cleveland International Film Festival        | Officiell |
| 2014 | SCI-FI-LONDON Film Festival                  | Officiell |
| 2014 | Belfast Film Festival                        | Officiell |
| 2014 | BIFFF                                        | Officiell |
| 2014 | Festival Mauvais Genre                       | Officiell |
| 2014 | Stanley Film Festival                        | Officiell |
| 2014 | Fantaspoa                                    | Officiell |
| 2014 | PiFan                                        | Officiell |
| 2014 | Calgary International Film Festival          | Officiell |
| 2014 | Grimmfest                                    | Officiell |
| 2014 | Lund International Fantastic Film Festival   | Officiell |
| 2014 | Sitges International Film Festival           | Officiell |
| 2014 | Fancine                                      | Officiell |
| 2014 | Randevu Istanbul International Film Festival |           |
| 2015 | Tromsø International Film Festival           | Officiell |
| 2015 | Muestra Syfy de Cine Fantástico              | Officiell |
| 2015 | Uluslararası Eskişehir Film Festivali        | Officiell |

## Officiella releaser
LFO släpptes i Sverige och andra länder på iTunes och i andra länder även på Amazon Instant Video  och andra digitala plattformar den 23 oktober 2014. Filmen släpptes på Netflix  i över 25 länder den 27 december 2014. Den släpptes i Turkiet med turkisk dubbning på Digiturk den 7 juli 2015och på DVD i Australien 22 juli 2015, via Monster Pictures. Den 9 november 2015 är filmen planerad att ges ut på DVD i Storbritannien och Italien.